# Palazzo Nunziante
Le palazzo Nunziante est un édifice historique de Naples, situé via Domenico Morelli.

## Histoire et description
Le palais est commandé en 1855 par le marquis Alessandro Nunziante, duc de Migliano, à l'architecte Enrico Alvino, sur un terrain vendu par les moines olivétains. L'arrière donne sur la piazzetta Santa Maria Cappella Vecchia. 
L'immeuble, dans le goût classique, est construit sur six étages, la base en pierre de taille avec le dernier au-dessus d'une corniche dentelée, avec une balustrade faisant le tour. Une chapelle privée, l'église du Palazzo Nunziante, est ajoutée par l'architecte. Elle conserve un tableau de Domenico Morelli, qui a donné son nom à la rue, et d'autres œuvres d'art.

## Source de la traduction
- (it) Cet article est partiellement ou en totalité issu de l’article de Wikipédia en italien intitulé « Palazzo Nunziante » (voir la liste des auteurs).